# حملات سال ۲۰۰۲ مومباسا

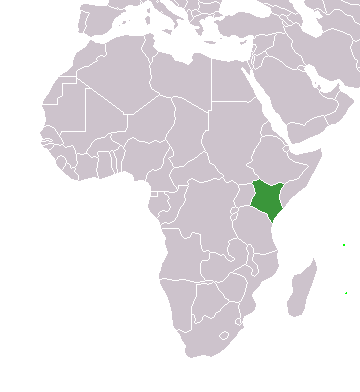
موقعیت کنیا (سبز) در قارهٔ آفریقا (خاکستری روشن)

حملات مومباسا در سال ۲۰۰۲ یک حملهٔ تروریستی دوجانبه در ۲۸ نوامبر ۲۰۰۲ در مومباسا، کنیا به یک هتل متعلق به اسرائیل و یک هواپیما متعلق به هواپیمایی ارکیا بود. یک خودرو با عبور از مانع در خارج از هتل پارادایس منفجر شد و ۱۳ کشته و ۸۰ زخمی بر جای گذاشت. همزمان مهاجمان دو موشک سطح‌به‌هوا به سمت یک هواپیمای چارتر اسرائیلی شلیک کردند. هتل پارادایس تنها هتل متعلق به اسرائیل در منطقهٔ مومباسا بود. گمان می‌رود این حملات توسط عوامل القاعده در سومالی در تلاش برای ایجاد اختلال در صنعت گردشگری اسرائیل در قارهٔ آفریقا سازماندهی شده باشد. گمانه‌زنی‌های زیادی در مورد این‌که عاملان این جنایت چه کسانی هستند وجود داشته‌است، اما فهرست کاملی از مظنونان تعریف نشده‌است. این حمله دومین عملیات تروریستی القاعده در کنیا پس از بمب‌گذاری سفارت آمریکا در نایروبی در سال ۱۹۹۸ بود. پس از این حملات، شورای امنیت سازمان ملل و برخی کشورها این بمب‌گذاری را محکوم کردند.

## حملات

### بمب‌گذاری در هتل
سه مرد با یک خودروی شاسی‌بلند ۴ چرخ محرک به دروازهٔ هتل پارادایس نزدیک شدند و توسط مأموران امنیتی مورد بازرسی قرار گرفتند. یکی از مردان از ماشین بیرون پرید و جلیقهٔ انفجاری را که به تن داشت منفجر کرد. دو مرد دیگر خودرو را از موانع رد کردند و به در ورودی هتل برخورد کردند و بمبی که در خودروی شاسی‌بلند داشتند را منفجر کردند. این انفجار در آستانهٔ حنوکا و درست پس از آن رخ داد که حدود ۶۰ بازدیدکننده به هتل مراجعه کردند که همگی از اسرائیل برای اقامت در تعطیلات آمده بودند. سیزده نفر کشته و ۸۰ نفر زخمی شدند. در این حمله ده کنیایی و سه اسرائیلی که دو تن از آن‌ها کودک بودند جان باختند. ۹ نفر از قربانیان، رقاصانی بودند که برای پذیرایی از مهمانان هتل استخدام شده بودند. در یک مأموریت نجات شبانه، چهار فروند هواپیمای نظامی اسرائیلی سی-۱۳۰ هرکولس برای تخلیهٔ کشته‌ها و مجروحان به مومباسا اعزام شدند.

### حمله به هواپیما

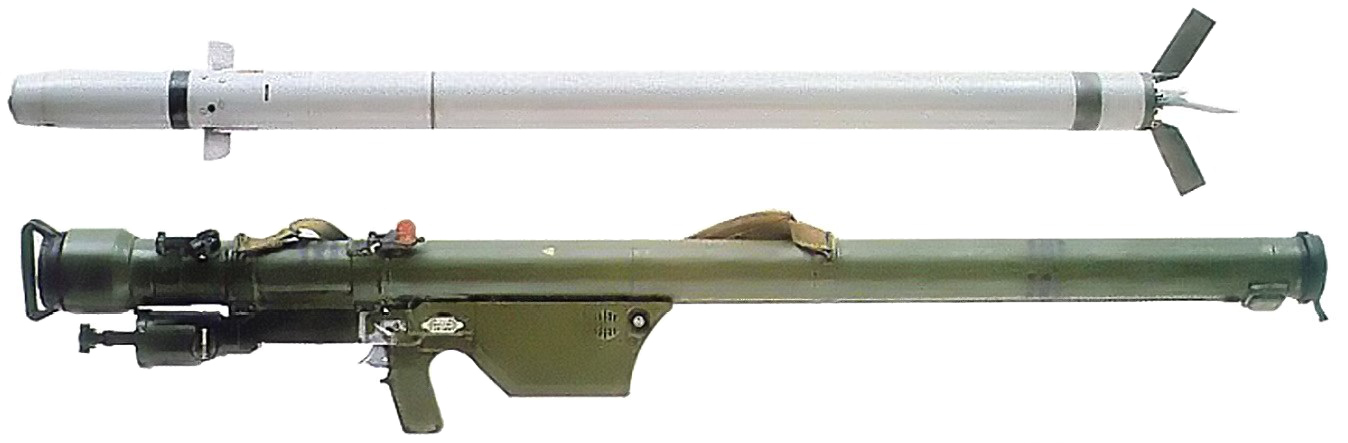
دو موشک استرلا ۲ هنگام برخاستن به هواپیما شلیک شد، اما به هواپیما برخورد نکرد.

تقریباً همزمان با حمله به هتل، دو موشک دوش‌پرتاب سطح‌به‌هوای استرلا ۲ (سام-۷) به‌سمت هواپیمای مسافربری بوئینگ ۷۵۷ که متعلق به خطوط هوایی آرکیا مستقر در اسرائیل بود، هنگام بلند شدن از فرودگاه بین‌المللی موا شلیک شد. شرکت چارتر آرکیا یک سرویس هفتگی منظم داشت که گردشگران را بین تل آویو و مومباسا جابه‌جا می‌کرد. پلیس کنیا یک موشک‌انداز و دو جعبهٔ حمل موشک را در منطقهٔ چانگامو در مومباسا در دو کیلومتری فرودگاه، کشف کرد. خلبانان پس از مشاهدهٔ دو موشک در نایروبی قصد فرود اضطراری را داشتند، اما تصمیم گرفتند به اسرائیل ادامهٔ مسیر دهند. این هواپیما حدود پنج ساعت بعد با اسکورت جنگنده‌های اف-۱۵ اسرائیل در فرودگاه بن گوریون تل آویو فرود آمد. در پی این حمله، تمامی پروازها از اسرائیل به کنیا برای مدت نامعلومی لغو شد.

### تحقیق و بررسی
در نتیجهٔ بمب‌گذاری سفارت ایالات متحده در سال ۱۹۹۸ و حملات در مومباسا، همکاری مقامات کنیا و ایالات متحده تقویت شد. یک تلاش مشترک بین کنیا، ایالات متحده و اسرائیل برای دستگیری مهاجمان آغاز شد. آن‌ها توانستند تشخیص دهند که عوامل القاعده به‌دلیل شباهت بین حوادث نایروبی و مومباسا در پشت این حملات بودند. برای برنامه‌ریزی و هماهنگی حملات، عوامل القاعده خانه‌هایی را در محله‌های ثروتمند اجاره کردند تا با بمب‌گذاران انتحاری غیر کنیایی ملاقات کنند.

#### پیامدها
در سال ۲۰۰۳ کشورهای غربی به همهٔ شهروندان خود توصیه کردند به‌دلیل تهدید تروریستی به کنیا سفر نکنند. این امر بر اقتصاد کنیا که عمدتاً بر صنعت گردشگری استوار بود تأثیر منفی گذاشت. به‌دنبال توصیه‌ها و تعلیق پروازهای بریتیش ایرویز به نایروبی، اقتصاد کنیا آغاز به از دست دادن نزدیک به ۱۳۰ میلیون دلار در هفته کرد.